# SV Zussdorf
Der SV Zussdorf 1957 e.V. ist ein deutscher Sportverein mit Sitz in der baden-württembergischen Gemeinde Wilhelmsdorf im Landkreis Ravensburg. Der Verein ist durch seine ehemalige Frauen-Fußballmannschaft bekannt, welche in der Saison 1993/94 am DFB-Pokal teilnahm.

## Geschichte der Fußballer
Der Verein wird im Jahr 1957 zuerst als reiner Fußballverein gegründet. Zehn Jahre später kamen weitere Sportangebote hinzu. Mittlerweile gibt es ausschließlich Kursangebote.

### Frauen
Eine Frauenmannschaft innerhalb der Fußball-Abteilung existierte ab 1971. Größter Erfolg dieser Mannschaft war die Teilnahme am DFB-Pokal 1993/94, wo man in der ersten Runde dem SC Klinge Seckach mit 1:5 unterlag. Zur Jahrtausendwende existierte die Mannschaft nicht mehr.

### Herren
Von der Männer-Mannschaft ist bekannt, dass sie in der Saison 2003/04 in der Kreisliga B Bodensee mit 54 Punkten den zweiten Platz belegte und zur nächsten Saison in der Kreisliga A antrat. In der Saison 2007/08 musste die Mannschaft mit 21 Punkten über den 14. Platz wieder in die Kreisliga B absteigen, wo mit 69 Punkten die Meisterschaft und damit der direkte Wiederaufstieg zur darauffolgenden Spielzeit gelang. Mit 21 Punkten erneut über den 14. Platz abgestiegen, trat man in der Folgesaison nicht mehr an.
Seitdem organisiert sich die Mannschaft innerhalb der Fußballgemeinschaft 2010 Wilhelmsdorf/Riedhausen/Zussdorf.